# アメリカ合衆国第112議会
アメリカ合衆国第112議会（あめりかがっしゅうこくだいひゃくじゅうにぎかい、米: One Hundred Twelfth United States Congress）はアメリカ合衆国議会において2年間に渡る議会であり、上院と下院から構成される。バラク・オバマ大統領の就任3年目と4年目にあたる。
また、2006年に選挙によって選出された上院議員が任期を終える最後の2年間にあたる。

## 主な出来事
- 2011年1月8日：2011年ツーソン銃撃事件
- 2011年1月25日：2011年一般教書演説（英語版）
- 2012年1月24日：2012年一般教書演説（英語版）
- 2012年12月17日:ダニエル・イノウエ上院仮議長逝去に伴い、パトリック・リーヒ議員が任命され同職を継承

## 主な立法

### 可決
- 2011年4月15日：米国連邦政府予算
- 2011年8月2日：2011年財政管理法(英語版)
- 2011年9月16日：リーヒ・スミス米国発明法(英語版)